# Kolonie (Żerniki)
Kolonie – część wsi Żerniki w Polsce, położona w województwie świętokrzyskim, w powiecie opatowskim, w  gminie Baćkowice.
W latach 1975–1998 Kolonie administracyjnie należały do województwa tarnobrzeskiego.